# Rosenbergia clarki
Rosenbergia clarki là một loài bọ cánh cứng trong họ Cerambycidae.